# Warner TV (Italia)
Warner TV è un canale televisivo gratuito italiano dedicato a serie TV e film di produzione Warner Bros., edito da Warner Bros. Discovery Italia, parte del gruppo Warner Bros. Discovery. È la versione locale della rete internazionale omonima.
La raccolta pubblicitaria è affidata a Discovery Media.

## Storia
Dopo lo spostamento di GM24 all'LCN 63 avvenuta il 1º luglio 2022, la numerazione 37 è stata occupata da un omonimo canale provvisorio indirizzato alle televendite a partire dal 10 agosto dello stesso anno.
Il 1º ottobre 2022 è stato annunciato l'affitto della posizione sul digitale terrestre da parte di Discovery Italia e successivamente il lancio della versione italiana di Warner TV.
Il 21 ottobre 2022 Warner TV arriva in HD su Tivùsat, privo di numerazione LCN (assegnato successivamente alla posizione 54) e trasmettendo tre promo in loop sul palinsesto. Il 23 ottobre successivo sbarca sul canale 37 del digitale terrestre in definizione standard con la stessa programmazione presente sul satellite; questa ha proseguito fino al 30 ottobre successivo, data in cui sono partite le regolari trasmissioni in alta definizione, anche in streaming su Discovery+, alle ore 6:00, con il telefilm Genitori in blue jeans.
Il 1º luglio 2025 a seguito del mancanto rinnovo del contratto tra Sky e Warner Bros. Discovery, Warner TV cessa le proprie trasmissioni sulla piattaforma Sky.

## Palinsesto
Warner TV trasmette le maggiori produzioni Warner Bros. di genere comico, avventura e drammatico e le serie e i film di supereroi targati DC Comics.
Sono presenti, nella programmazione del canale, anche le finestre informative di TG Warner TV, curato da LaPresse e dal 2024 da CNN Italia.

### Serie in prima visione
- 30 Coins - Trenta denari[7]
- Titans (st. 1-3)
- Pennyworth (ep. 1×01-2×05)
- Black Lightning[8]

### Informazione
- TG Warner TV
- Meteo

## Ascolti
Dati Auditel relativi al giorno medio mensile sul target individui 4+.
| Anno | Gen   | Feb   | Mar   | Apr   | Mag   | Giu   | Lug   | Ago   | Set   | Ott   | Nov   | Dic   | Media anno |
| ---- | ----- | ----- | ----- | ----- | ----- | ----- | ----- | ----- | ----- | ----- | ----- | ----- | ---------- |
| 2022 | -     | -     | -     | -     | -     | -     | -     | -     | -     | 0,67  | 0,68  | 0,69  | -          |
| 2023 | 0,27% | 0,24% | 0,26% | 0,26% | 0,26% | 0,29% | 0,35% | 0,41% | 0,44% | 0,32% | 0,29% | 0,33% | 0,30%      |
| 2024 | 0,33% | 0,36% | 0,38% | 0,36% | 0,35% | 0,27% | 0,31% | 0,40% | 0,33% | 0,34% | 0,35% | 0,33% | 0,34%      |
| 2025 | 0,28% | 0,28% | 0,31% | 0,33% | 0,33% | 0,44% |       |       |       |       |       |       |            |